# Holger Löwenadler
Holger Carl Minton Löwenadler, né le 1er avril 1904 à Jönköping et mort le 18 juin 1977 à Stockholm, est un acteur suédois.

## Biographie
Parlant le français, il a joué dans plusieurs films français, dont le film Lacombe Lucien de Louis Malle sorti en 1974.

## Filmographie

### Cinéma
- 1937 : Ryska snuvan de Gustaf Edgren
- 1942 : Rid i natt! de Gustaf Molander
- 1943 : La Parole (Ordet) de Gustaf Molander
- 1946 : L'Épreuve d'Alf Sjöberg
- 1947 : L'Éternel Mirage (Skepp till India land) d'Ingmar Bergman
- 1951 : Frånskild, de Gustaf Molander
- 1953 : Barabbas d'Alf Sjöberg
- 1966 : Les Feux de la vie de Jan Troell
- 1972 : Mannen som slutade röka de Tage Danielsson
- 1974 : Lacombe Lucien de Louis Malle : Albert Horn
- 1975 : Maîtresse de Barbet Schroeder : M. Gauthier
- 1977 : Paradis d'été (Paradistorg) de Gunnel Lindblom

### Télévision
- 1975 : Splendeurs et misères des courtisanes, de Maurice Cazeneuve